# Poekoelan
Main Pukulan, Poekoelan of Maen Pukulan is een Bataviase vechtkunst en een begrip gebruikt voor de Indonesische vechtkunst in zijn algemeen, vergelijkbaar met pencak silat, en was in zeker de negentiende eeuw bekend.
Het begrip Poekoelan werd ook gebruikt waar tegenwoordig het woord Pencak Silat (toen ook Mentjak genoemd) gebruikt wordt. Zo sprak men onder andere over Poekoelan Padang en Poekoelan Kembang. Pentjak, Silat en Poekoelan kwamen tot bloei onder Indo-europese jongeren aan de zelfkant van de Europese samenleving, maar dreigde eind twintigste eeuw uit te sterven. Zeker in 1943 was er al sprake van een combinatie van Poekoelan met Jiu Jitsu.
Leraren en leerlingen stonden niet altijd goed bekend, ze bewogen zich soms in het criminele circuit en werden vaak als asociaal gezien in de ogen van de Europese bevolking. Toekang Poekoelan of Guru Poekoelan zouden moeten beschikken over Islamitische kennis (Ilmu): de studie van Islamitisch wetsgeleerdheid (Figh), de leer van het geloof (Tawhit) en de mystiek (Tasawuf), om genoeg leerlingen te kunnen werven of om competitie op afstand te houden. Poekoelan werd in Nederlands-Indië al commercieel aangeboden onder andere met behulp van advertenties in de kranten. Leraren waren behalve Indonesisch ook Europees, wat Indo-Europees zou kunnen betekenen.
De bevolking van de havenstad Batavia bestond uit Europeanen en Indo-Europeanen, Indonesiërs afkomstig uit alle delen van de archipel, Mardijkers en ander Aziaten waarvan de Chinezen de grootste groep vormden. Het is aannemelijk dat elk van deze bevolkingsgroepen bijgedragen hebben aan de ontwikkeling van Poekoelan. Zeker is dat het Chinese Kun Tao in de kranten ook Poekoelan werd genoemd. De precieze oorsprong van het Poekoelan is onduidelijk. Volgens sommigen werd het ontwikkeld door alleen het efficiënte uit het Pencak Silat te halen en de sier (Kembangan) achterwege te laten. Bij sommige stijlen is de invloed van Kun Tao zichtbaar.
Tijdens de Indische fair (markt en kermis) de Pasar Gambir (1906-1942) in Batavia werden vaak Poekoelanprijsgevechten gehouden. Volgens een roman uit die tijd werden de vuisten van de jago's ingesmeerd met krijt waardoor de afdrukken te zien waren op het lichaam van de tegenstander. Het eigenlijk gevecht, een soort krijgsdans, werd de tandak genoemd. Er zou vijfhonderd gulden te winnen te zijn.
De namen van de verschillende stijlen zijn vaak afgeleid van de wijk waarvan ze vandaan komen of van een bekend persoon die volgens overlevering de stijl zou hebben bedacht, hetgeen niet altijd waar is.
Volgens overlevering zouden sommige Nederlandse Poekoelanscholen door Indo's die achtergesteld werden en op zoek gingen naar een manier om zich te verdedigen zijn ontwikkeld. Door deze scholen wordt Poekoelan gezien als een van de hardste vechtsporten. De meeste technieken zouden kort en krachtig worden uitgevoerd waarbij het gebruik van polariteiten (hoog-laag, hard-zacht, ver-dichtbij en spanning-ontspanning) de stijl zijn unieke karakter geven. Bepaalde Poekoelanstijlen werden, volgens overlevering, vroeger op politiescholen onderwezen en dienden als antwoord op criminelen met kennis van het Pencak Silat.
Het begrip Poekoelan lijkt in Nederland aan populariteit te hebben gewonnen. Mogelijk is dit een gevolg van de toenemende invloed vanuit Indonesië op het Pencak Silat. Organen in Indonesië lijken te bepalen welke vechtkunsten tot het Pencak Silat worden gerekend. Doordat sommige Pencak Silatscholen in Nederland geen erkenning uit Indonesië krijgen of daar geen interesse hebben lijken ze ervoor te kiezen om het begrip Poekoelan in te voeren in plaats van of in combinatie met het begrip Pencak Silat.

## Stijlen
Jakarta:
- Maen Pukulan Cingkrik
- Maen Pukulan Sabeni Tenabang / Main Pukulan Sabeni Tanah abang
- Maen Pukulan Jiencin
- Maen Pukulan Beksi
- Maen Pukulan Aliran Sabeni
- Maen Pukulan Kemanggisan
- Maen Pukulan Macan Kemayoran

Nederland:
- Poekoelan Kemajoran
- Poekoelan Surabaja
- Pukulan Betawi
- Poekoelan Kung Fu